# Grant (Nebraska)
Grant és una població dels Estats Units a l'estat de Nebraska. Segons el cens del 2000 tenia 1.225 habitants.

## Demografia
Segons el cens del 2000, Grant tenia 1.225 habitants, 535 habitatges, i 331 famílies. La densitat de població era de 647,9 habitants per km².
Dels 535 habitatges en un 28,4% hi vivien nens de menys de 18 anys, en un 54,6% hi vivien parelles casades, en un 5,8% dones solteres, i en un 38,1% no eren unitats familiars. En el 36,8% dels habitatges hi vivien persones soles el 25,8% de les quals corresponia a persones de 65 anys o més que vivien soles. El nombre mitjà de persones vivint en cada habitatge era de 2,19 i el nombre mitjà de persones que vivien en cada família era de 2,86.
Per edats la població es repartia de la següent manera: un 23,4% tenia menys de 18 anys, un 4,4% entre 18 i 24, un 21,6% entre 25 i 44, un 22,8% de 45 a 60 i un 27,8% 65 anys o més.
L'edat mediana era de 45 anys. Per cada 100 dones de 18 o més anys hi havia 80,7 homes.
La renda mediana per habitatge era de 31.625 $ i la renda mediana per família de 42.692 $. Els homes tenien una renda mediana de 30.050 $ mentre que les dones 20.673 $. La renda per capita de la població era de 18.909 $. Aproximadament el 6,1% de les famílies i el 8,9% de la població estaven per davall del llindar de pobresa.

## Poblacions més properes
El següent diagrama mostra les poblacions més properes.